# Lisnovîci, Horodok
Lisnovîci (în ucraineană Лісновичі) este un sat în comuna Reciîceanî din raionul Horodok, regiunea Liov, Ucraina.

## Demografie
Componența lingvistică a localității Lisnovîci
     Ucraineană (100%)
Conform recensământului din 2001, toată populația localității Lisnovîci era vorbitoare de ucraineană (100%).